# Куштодіу Пінту
Куштодіу Пінту (порт. Custódio Pinto, нар. 9 лютого 1942, Монтіжу) — португальський футболіст, що грав на позиції півзахисника, зокрема, за клуб «Порту», а також національну збірну Португалії, у складі якої — бронзовий призер чемпіонату світу 1966 року.
Володар Кубка Португалії. 

## Клубна кар'єра
У дорослому футболі дебютував 1961 року виступами за команду клубу «Порту», в якій провів десять сезонів, взявши участь у 248 матчах чемпіонату.  Більшість часу, проведеного у складі «Порту», був основним гравцем команди. За цей час виборов титул володаря Кубка Португалії.
Згодом з 1971 по 1978 рік грав у складі команд клубів «Віторія» (Гімарайнш) та «Пасуш ді Феррейра».
Завершував професійну ігрову кар'єру у нижчоліговому «Олівейра-ду-Байрру», за команду якого виступав протягом 1980—1982 років.

## Виступи за збірну
1964 року дебютував в офіційних матчах у складі національної збірної Португалії. Протягом кар'єри у національній команді, яка тривала 6 років, провів у формі головної команди країни 13 матчів, забивши 1 гол.
У складі збірної був учасником чемпіонату світу 1966 року в Англії, на якому команда здобула бронзові нагороди, проте протягом турніру Пінту був резервним гравцем і на поле не виходив.

## Титули і досягнення
- Володар Кубка Португалії (1):

«Порту»: 1967-1968
- Бронзовий призер чемпіонату світу: 1966